# Mary Poppins nel parco
Mary Poppins nel parco (titolo nell'edizione originale in lingua inglese: Mary Poppins in the Park) è un romanzo scritto dalla britannica P. L. Travers. È il quarto libro della saga delle avventure di Mary Poppins a casa dei Banks.

## Trama
Questo quarto libro contiene sei avventure dei bambini di Banks con Mary Poppins durante le loro uscite nel parco lungo Cherry Tree Lane. 
Cronologicamente gli eventi di questo libro si sono verificati durante il secondo o terzo libro (rispettivamente Mary Poppins Ritorna e Mary Poppins apre la porta). Tra le avventure vissute c'è un tea party con le persone che vivono sotto i denti di leone, una visita ai gatti su un altro pianeta e una festa di ballo di Halloween con le ombre dei bambini.

## Edizioni
- Mary Poppins nel parco, i Delfini, Fabbri editore.
- Mary Poppins nel parco, Bompiani.